# برونوو
برونوو (به آلمانی: Brunow) یک شهر در آلمان است که در لودویگسلوست-پارشیم واقع شده‌است. برونوو ۳۸۳ نفر جمعیت دارد.